# Planorbarius
Planorbarius is een geslacht van weekdieren uit de familie van de Planorbidae.

## Soorten
- Planorbarius corneus Linnaeus, 1758 (Grote posthorenslak)
- Planorbarius dufourii (Graells, 1846)

## Uitgestorven soorten
- † Planorbarius barettii (Sacco, 1886)
- † Planorbarius borellii (Brusina, 1892)
- † Planorbarius cornu (Brongniart, 1810)
- † Planorbarius cornucopia (Baily, 1858)
- † Planorbarius crassus (Serres, 1844)
- † Planorbarius garsdorfensis Schlickum & Strauch, 1979
- † Planorbarius halavatsi Neubauer, Harzhauser, Kroh, Georgopoulou & Mandic, 2014
- † Planorbarius heriacensis (Fontannes, 1876)
- † Planorbarius incrassatus (Rambur, 1862)
- † Planorbarius isseli (Sacco, 1886)
- † Planorbarius mantelli (Dunker, 1848)
- † Planorbarius margoi (Lörenthey, 1894)
- † Planorbarius praecorneus (Fischer & Tournouër, 1873)
- † Planorbarius reticulatus Roshka, 1973
- † Planorbarius romani (Jodot, 1958)
- † Planorbarius royoi (Jodot, 1958)
- † Planorbarius sansaniensis (Noulet, 1854)
- † Planorbarius solidus (Thomä, 1845)
- † Planorbarius striatus Roshka, 1973
- † Planorbarius sulekianus (Brusina, 1874)
- † Planorbarius thiollieri (Michaud, 1855)
- † Planorbarius turkovici (Gorjanović-Kramberger, 1899)
- † Planorbarius vezici (Brusina, 1897)
- † Planorbarius villatoyensis (Jodot, 1958)